# D12 World
D12 World je 3. studiové album americké hip-hopové skupiny D12. Je k němu k dispozici i bonusové DVD obsahující vyrábění alba a necenzurované verze videí 40 Oz. a My Band. Z alba se udělalo 604 000 kopií, které se všechny prodaly. Hned první týden se toto hudební album objevilo i v americkém žebříčku The Billboard 200.

## Tracklist
| Číslo | Název                              | Přizvaný interpret        | Producent(i)                  | Délka |
| ----- | ---------------------------------- | ------------------------- | ----------------------------- | ----- |
| 1     | Git Up                             |                           | Eminem, Luis Resto            | 4:03  |
| 2     | Loyalty                            | Obie Trice                | Eminem, Luis Resto            | 5:54  |
| 3     | Just Like U                        |                           | Hi-Tek, Eminem, Luis Resto    | 3:31  |
| 4     | I'll Be Damned                     |                           | Mr. Porter, Luis Resto        | 4:21  |
| 5     | Dude (Skit)                        |                           | Eminem                        | 1:14  |
| 6     | My Band                            | Cameo & Dina Rae          | Eminem, Luis Resto            | 4:58  |
| 7     | U R The One                        |                           | Mr. Porter                    | 4:19  |
| 8     | 6 In The Morning                   |                           | Eminem, Luis Resto            | 4:38  |
| 9     | How Come                           |                           | Witt & Pep                    | 4:09  |
| 10    | Leave Dat Boy Alone                |                           | Red Spyda, Eminem, Luis Resto | 5:23  |
| 11    | Get My Gun                         | 50 Cent                   | Eminem, Luis Resto            | 4:34  |
| 12    | Bizarre (Skit) (D12 World Version) |                           | Eminem                        | 1:21  |
| 13    | Bitch                              | Dina Rae & Deanna Johnson | Eminem, Luis Resto            | 4:56  |
| 14    | Steve's Coffee House (Skit)        | Steve King                | Eminem                        | 0:51  |
| 15    | D12 World                          |                           | Kanye West                    | 3:10  |
| 16    | 40 Oz.                             |                           | Trackboyz                     | 4:02  |
| 17    | Commercial Break                   | Young Zee                 | Mr. Porter                    | 1:12  |
| 18    | American Psycho II                 | B-Real                    | Dr. Dre, Mike Elizondo        | 3:44  |
| 19    | Bugz '97 (Skit)                    | Bugz                      | Eminem                        | 1:05  |
| 20    | Good Die Young                     |                           | Mr. Porter                    | 5:56  |
| 21    | Keep Talkin'                       |                           | Night & Day                   | 4:28  |
| 22    | Barbershop                         |                           | ?                             | 4:23  |
| 23    | Slow Yo' Roll                      |                           | ?                             | 4:25  |

## Singly
- My Band
- U R The One
- How Come
- 40 Oz.